# Cát Tài
Cát Tài là một xã thuộc huyện Phù Cát, tỉnh Bình Định, Việt Nam.
Xã Cát Tài có diện tích 38,83 km², dân số năm 1999 là 10.532 người, mật độ dân số đạt 271 người/km².

## Hành chính
Xã Cát Tài được chia thành 8 thôn: Cảnh An, Chánh Danh, Hòa Hiệp, Phú Hiệp, Thái Bình, Thái Phú, Thái Thuận, Vĩnh Thành.